# Interix
Interix je název přídavného, POSIX a UNIX kompatibilního subsystému pro operační systémy založené na Windows NT. Je to součást Services for Unix(SFU) 3.0 a 3.5 (které jsou k dispozici zdarma). Nejnovější verze Interixu (5.2 a 6.0) jsou obsaženy ve Windows Server 2003 R2 a Windows Vista.
Podobně jako Microsoft POSIX Subsystem, obsažený v původních Windows NT, není Interix emulátorem unixového kernelu, ale nezávislým subsystémem běžícím souběžně s Win32.
Je určen především pro usnadnění spolupráce Windows serverů se servery unixovými, případně pro snadnější přechod z Unixu k Windows.

## Historie
Vývoj byl zahájen v roce 1996 pod názvem OpenNT společností Softway Systems, Inc. Název byl změněn na Interix v roce 1998 a poslední verze vydaná Softway byla 2.2. V roce 1999 byl Interix zakoupen Microsoftem a do roku 2002 vydáván jako samostatný produkt. Od verze 3.0 je součástí SFU 3.0 vydaného v témže roce. Interix 3.5 byl vydán jako součást SFU 3.5 v roce 2004. Od prosince 2005 je Interix 5.2 součástí Windows Server 2003 R2 a od listopadu 2006 je součástí Windows Vista Interix 6.0. Pravděpodobně bude součástí i Windows Server 2008.

## Podrobnosti
Základní instalace Interixu obsahuje:
- Přes 350 Unixových utilit jako jsou vi, ksh, csh, ls, cat, awk, grep, kill atd
- Kompletní sada manuálů pro utility a rozhraní API
- GCC 3,3 překladač včetně knihoven
- cc/c89 wrapper pro C / C++ kompilátor Microsoft Visual Studia v příkazovém řádku
- GNU Debugger
- klientské aplikace a knihovny pro X11 (nicméně X server zahrnut není)
- Má Unixové "root" schopnosti (tj. setuid souborů)
- Podporuje pthready, sdílené knihovny, dynamicky sdílené objekty, signály, sockety a sdílenou paměť

Vývojové prostředí zahrnuje podporu pro C, C++ a Fortran, další jazyky mohou být přidány (Perl, Python, Ruby, Tcl atd)

## Alternativy
Open source alternativou je kolekce free software Cygwin, napodobující chování unixových systémů pod Microsoft Windows. Na rozdíl od Interixu netvoří samostatný subsystém, ale běží nad Win32.